# Hibatuja
A japán hibatuja (Thujopsis dolabrata) a ciprusfélék (Cupressaceae) családjában a hibatuja (Thujopsis) nemzetség egyetlen faja.

## Származása, elterjedése
Japán szigetein honos. Európába az első példányok 1853-ban kerültek át (Johnson).

## Megjelenése, felépítése
Japánban akár 40 m magas és 1,5 m törzsátmérőjű fává nő; Magyarországon többnyire csak bokor (legfeljebb kis fa). Koronája kezdetben gömbölyded, később laza kúp alakú. Gyakran többtörzsű; az ilyen példányok a magánosaknál alacsonyabbak. Vörös6szürke kérge szalagosan lehámlik (Johnson).
Erőteljes, vaskos, lapított, két síkba rendeződő hajtásai vízszintesen vagy ferdén fölfelé állnak.
Bőrszerű, fénylő sötétzöld pikkelylevelek fonákán feltűnő ezüstös rajzolat látható. Fölső felületük feltűnően domború.
Gömbölyded, 1–2 cm átmérőjű tobozai fiatalon szürkészöldek, éretten barnák.

## Életmódja, termőhelye
Örökzöld. Fiatalon lassan nő, később intenzívebben.
Hazájában a hegységek párás völgyeiben él, és ennek megfelelően az árnyékos és párás, védett helyeken érzi jól magát. A direkt napfény még télen is árt neki, ezért célszerű más örökzöldek árnyékába ültetni.
Savanyú vagy semleges talajon érzi jól magát. Vízigénye közepes.
Kedvezőtlen körülmények között fagyérzékeny.

## Felhasználása
Japánban fontos erdészeti fa (Johnson). Európában dísznövénynek ültetik.

## Alfajok, változatok
Két természetes változata:
- T. d. var. dolabrata (törzsváltozat)
- T. d. var. hondae

Számos kertészeti változatát alakították ki.

### 'Elegantissima'
Lassan, 1–3 méter magasra növő fajta. Koronája enyhén piramis formájú. Hajtásai sűrűn állnak. Zöld leveleinek fonákán a rajzolat fehéres–ezüstös. Lombja télen sárgásbarna árnyalatot kap.

### 'Nana'
Lassan, kb. 0,5–1 méter magasra növő, gömbölyded, törpe fajta. elérő, gömbös alakú, törpe fajta.
Ágainak felépítése a szarvasagancséra emlékeztet, pikkelylevelei laposak és picik. Világoszöld lombja télen kissé bronzos árnyalatú.

### 'Variegata'
Fehértarka levelű. A fagyokra az alapfajnál érzékenyebb.